# Jens Fredricson
Jens Fredricson, född 14 december 1967 i Stockholm, är en svensk ryttare som tävlar inom banhoppning. Han tävlar för Flyinge hästsportklubb. Han är son till veterinärprofessor Ingvar Fredricson som tidigare var chef på Flyinge och är äldre bror till ryttaren Peder Fredricson. Fredricson deltog i olympiska spelen i London 2012 på hästen Lunatic och slutade på delad 26:e-plats i den individuella tävlingen. Han har vunnit de svenska mästerskapen i banhoppning 2008 och 2012. Fredricson arbetade tidigare på Flyinge och var initiativtagaren till Unghästutbildningen där han senare också var lärare. Numera är Fredricson stallmästare och hopplärare vid Ridskolan Strömsholm. Som stallmästare ansvarar han för alla skolhästars utbildning samt ridlärarnas vidareutveckling. Hans hästar finns även stationerade på Ridskolan Strömsholm, där han också bor med sin familj.

## Topphästar
- Markan Cosmopolit (valack född 2011) Brun, Svenskt Varmblod e: Cohiba 1198 u:Olida ue:Calido I ägare: Strömsholms Marketenteri och Interbreed[4]

- Karmel van de Watering (hingst född 2010) Mörkbrun, Belgiskt varmblod e: Diamant de Semilly u: Samba Des Etisses ue: Quick Star ägare: Lövsta stuteri[5]

### Tidigare
- Lunatic (valack född 1998) Mörkbrun, Svenskt varmblod, e:Landlord u:Utriette ue:Utrillo